# Beaufort (Észak-Karolina)
Beaufort város az Amerikai Egyesült Államok Észak-Karolina államában, Carteret megyében, melynek megyeszékhelye is. Lakosainak száma 4464 fő (2020. április 1.).

## Népesség
A település népességének változása:

| 2010 | 4 039 |
| 2020 | 4 464 |